# Principessa dai capelli blu/Kolby e i suoi piccoli amici
Principessa dai capelli blu/Kolby e i suoi piccoli amici è il quarantaquattresimo singolo discografico della cantante italiana Cristina D'Avena pubblicato nel 1988 dalla Five Records S.r.l. e distribuito da C.G.D. Messaggerie Musicali S.p.A.

## Descrizione
Principessa dai capelli blu è una canzone scritta da Alessandra Valeri Manera su musica e arrangiamento di Massimiliano Pani e sigla dell'anime omonimo. La musica della canzone è stata riutilizzata per la sigla francese e spagnola della serie Le fiabe son fantasia, rispettivamente Raconte-moi une histoire (1990) e Soñar con los ojos abiertos (1990).
Nel lato B del 45 è stata pubblicata Kolby e i suoi piccoli amici. La canzone è scritta nuovamente da Valeri Manera su musica di Ninni Carucci, come sigla dell'anime Colby e i suoi piccoli amici. Come nel caso precedente, anche la musica di questa canzone è stata riutilizzata all'estero. 
In Francia, è stata infatti utilizzata per la sigla della serie Le avventure di Teddy Ruxpin ed è stata pubblicata come singolo: sul lato A Les aventures de Teddy Ruxpin, sul lato B la base musicale con strumento guida.

## Tracce
- 45 giri: FM 13200

Lato A
1. Principessa dai capelli blu – 3:24 (testo: Alessandra Valeri Manera – musica: Massimiliano Pani)

Lato B
1. Kolby e i suoi piccoli amici – 2:44 (testo: Alessandra Valeri Manera – musica: Ninni Carucci)

## Formazione

### Produzione
- Alessandra Valeri Manera – produzione artistica e discografica
- Direzione Creativa e Coordinamento Immagine Mediaset – grafica

### Principessa dai capelli blu
- Massimiliano Pani – tastiere, programmazione, produzione e arrangiamento
- Nuccio Rinaldis – registrazione e missaggio presso Studio PDU, Lugano (Svizzera)
- I Piccoli Cantori di Milano – cori
- Niny Comolli – direzione coro
- Laura Marcora – direzione coro

### Kolby e i suoi piccoli amici
- Carmelo Carucci – tastiera, produzione e arrangiamento
- Bruno Malasoma – registrazione e missaggio presso L'Isola-Medastudios, Milano
- Piero Cairo – programmazione
- Giorgio Cocilovo – chitarre
- Paolo Donnarumma – basso
- Lele Melotti – batteria
- I Piccoli Cantori di Milano – cori
- Niny Comolli – direzione coro
- Laura Marcora – direzione coro

## Pubblicazioni in album e raccolte
Principessa dai capelli blu e Kolby e i suoi piccoli amici sono state inserite in alcuni album e raccolte della cantante.
| Anno | Album                                                            | Titolo                       | Versione                                                                              |
| ---- | ---------------------------------------------------------------- | ---------------------------- | ------------------------------------------------------------------------------------- |
| 1988 | Fivelandia 6 - Le più belle sigle originali dei tuoi amici in TV | Principessa dai capelli blu  | Versione originale                                                                    |
| 1988 | Fivelandia 6 - Le più belle sigle originali dei tuoi amici in TV | Kolby e i suoi piccoli amici | Versione originale                                                                    |
| 1988 | Fivelandia TV 2                                                  | Principessa dai capelli blu  | Videoclip utilizzato per la trasmissione televisiva                                   |
| 1988 | Fivelandia TV 2                                                  | Kolby e i suoi piccoli amici | Videoclip utilizzato per la trasmissione televisiva                                   |
| 1991 | Fivelandia TV                                                    | Principessa dai capelli blu  | Videoclip utilizzato per la trasmissione televisiva                                   |
| 1991 | Fivelandia TV                                                    | Kolby e i suoi piccoli amici | Videoclip utilizzato per la trasmissione televisiva                                   |
| 1992 | Le più belle canzoni di Cristina D'Avena - Volume 1              | Principessa dai capelli blu  | Versione originale                                                                    |
| 1992 | Le più belle canzoni di Cristina D'Avena - Volume 1              | Kolby e i suoi piccoli amici | Versione originale                                                                    |
| 1999 | Quattro zampe e...                                               | Kolby e i suoi piccoli amici | Versione originale                                                                    |
| 2006 | Fivelandia 5 & 6                                                 | Principessa dai capelli blu  | Versione originale                                                                    |
| 2006 | Fivelandia 5 & 6                                                 | Kolby e i suoi piccoli amici | Versione originale                                                                    |
| 2006 | Fivelandia 6                                                     | Principessa dai capelli blu  | Versione originale                                                                    |
| 2006 | Fivelandia 6                                                     | Kolby e i suoi piccoli amici | Versione originale                                                                    |
| 2007 | Principi e principesse                                           | Principessa dai capelli blu  | Versione originale                                                                    |
| 2012 | Cristina D'Avena Fanclub 10.11.12                                | Principessa dai capelli blu  | Dal vivo a Bologna il 10 dicembre 2012, in occasione del raduno ufficiale del fanclub |
| 2015 | Fivelandia Story                                                 | Principessa dai capelli blu  | Versione originale                                                                    |
| 2015 | Fivelandia Story                                                 | Kolby e i suoi piccoli amici | Versione originale                                                                    |
| 2018 | Le più belle sigle TV di Bim Bum Bam                             | Kolby e i suoi piccoli amici | Versione originale                                                                    |
| 2019 | Fivelandia Reloaded - Volume 6                                   | Principessa dai capelli blu  | Versione originale                                                                    |
| 2019 | Fivelandia Reloaded - Volume 6                                   | Kolby e i suoi piccoli amici | Versione originale                                                                    |